# Jamshedpur Football Club 2024-2025
Questa voce raccoglie le informazioni riguardanti lo Jamshedpur nelle competizioni ufficiali della stagione 2024-2025.

## Maglie e sponsor
| Casa | Trasferta |

## Organico

### Rosa
| N. |                     | Ruolo | Calciatore        |
| -- | ------------------- | ----- | ----------------- |
| 3  | Serbia (bandiera)   | D     | Lazar Ćirković    |
| 4  | India (bandiera)    | D     | Pratik Chowdhary  |
| 5  | India (bandiera)    | D     | Ashutosh Mehta    |
| 6  | Nigeria (bandiera)  | D     | Stephen Eze       |
| 7  | India (bandiera)    | C     | Imran Khan        |
| 8  | Giappone (bandiera) | C     | Rei Tachikawa     |
| 9  | Spagna (bandiera)   | A     | Javier Siverio    |
| 10 | Spagna (bandiera)   | C     | Javi Hernández    |
| 11 | India (bandiera)    | A     | Sanan Mohammed K  |
| 12 | India (bandiera)    | C     | Seiminlen Doungel |
| 13 | India (bandiera)    | A     | Sreekuttan VS     |
| 14 | India (bandiera)    | C     | Pronay Halder     |
| 15 | India (bandiera)    | C     | Mobashir Rahman   |

| N. |                      | Ruolo | Calciatore         |
| -- | -------------------- | ----- | ------------------ |
| 17 | Australia (bandiera) | A     | Jordan Murray      |
| 18 | India (bandiera)     | C     | Ritwik Das         |
| 20 | India (bandiera)     | C     | Sourav Das         |
| 21 | India (bandiera)     | D     | Wungngayam Muirang |
| 22 | India (bandiera)     | A     | Aniket Jadhav      |
| 23 | India (bandiera)     | D     | Muhammed Uvais     |
| 24 | India (bandiera)     | D     | Shubham Sarangi    |
| 31 | India (bandiera)     | P     | Vishal Yadav       |
| 32 | India (bandiera)     | P     | Albino Gomes       |
| 33 | India (bandiera)     | P     | Amrit Gope         |
| 36 | India (bandiera)     | A     | Samir Murmu        |
| 37 | India (bandiera)     | A     | Manvir Singh       |
| 77 | India (bandiera)     | A     | Nikhil Barla       |

### Altri giocatori
| N. |                  | Ruolo | Calciatore |
| -- | ---------------- | ----- | ---------- |
|    | India (bandiera) | C     | Emil Benny |

| N. |                  | Ruolo | Calciatore       |
| -- | ---------------- | ----- | ---------------- |
|    | India (bandiera) | C     | Nongdamba Naorem |

### Staff tecnico
- Khalid Jamil - Allenatore
- Steven Dias - Vice allenatore

## Calciomercato
| Acquisti | Acquisti           | Acquisti           | Acquisti   |
| R.       | Nome               | da                 | Modalità   |
| -------- | ------------------ | ------------------ | ---------- |
| P        | Albino Gomes       | Sreenidi Deccan    | Definitivo |
| P        | Amrit Gope         |                    | Svincolato |
| P        | Vishal Yadav       |                    |            |
| D        | Wungngayam Muirang |                    |            |
| D        | Pratik Chowdhary   |                    |            |
| D        | Muhammed Uvais     |                    |            |
| D        | Nishchal Chandan   | Churchill Brothers | Definitivo |
| D        | Stephen Eze        | Quảng Nam          | Definitivo |
| D        | Shubham Sarangi    |                    | Svincolato |
| D        | Ashutosh Mehta     |                    | Svincolato |
| D        | Lazar Ćirković     |                    | Svincolato |
| C        | Rei Tachikawa      |                    |            |
| C        | Seiminlen Doungel  |                    |            |
| C        | Pronay Halder      |                    |            |
| C        | Imran Khan         |                    |            |
| C        | Ritwik Das         |                    |            |
| C        | Emil Benny         |                    |            |
| C        | Nongdamba Naorem   |                    |            |
| C        | Mobashir Rahman    | East Bengal        | Definitivo |
| C        | Javi Hernández     |                    | Svincolato |
| C        | Sourav Das         | Rajasthan Utd      | Definitivo |
| A        | Sreekuttan VS      |                    | Svincolato |
| A        | Samir Murmu        | Army Red           | Definitivo |
| A        | Javier Siverio     | East Bengal        | Definitivo |
| A        | Jordan Murray      |                    | Svincolato |
| A        | Nikhil Barla       |                    |            |
| A        | Sanan Mohammed K   |                    |            |
| A        | Aniket Jadhav      |                    | Svincolato |
| A        | Manvir Singh       |                    | Svincolato |

| Cessioni | Cessioni            | Cessioni     | Cessioni   |
| R.       | Nome                | a            | Modalità   |
| -------- | ------------------- | ------------ | ---------- |
| P        | Rehenesh TP         | Mumbai City  | Definitivo |
| P        | Rakshit Dagar       | Inter Kashi  | Definitivo |
| P        | Mohit Singh Dhami   | Jamshedpur B | Definitivo |
| D        | PC Laldinpuia       | Chennaiyin   | Definitivo |
| D        | Provat Lakra        | East Bengal  | Definitivo |
| D        | Saphaba Singh Telem |              | Svincolato |
| D        | Ricky Lallawmawma   |              | Svincolato |
| D        | Nishchal Chandan    | Jamshedpur B | Definitivo |
| C        | Jitendra Singh      | Chennaiyin   | Definitivo |
| C        | Elsinho             | Chennaiyin   | Definitivo |
| C        | Jérémy Manzorro     | Mumbai City  | Definitivo |
| C        | Alen Stevanović     |              | Svincolato |
| C        | Komal Thatal        | Chennaiyin B | Definitivo |
| C        | Germanpreet Singh   |              | Svincolato |
| A        | Daniel Chima        | Chennaiyin   | Definitivo |
| A        | Thongkhosiem Haokip |              | Svincolato |

### Mercato invernale
| Acquisti | Acquisti | Acquisti | Acquisti |
| R.       | Nome     | da       | Modalità |
| -------- | -------- | -------- | -------- |

| Cessioni | Cessioni     | Cessioni   | Cessioni   |
| R.       | Nome         | a          | Modalità   |
| -------- | ------------ | ---------- | ---------- |
| A        | Manvir Singh | Mohammedan | Definitivo |

## Risultati

### Indian Super League
| Arbitro: | Kundu H. |

|                      |           |                                               |
| Armando Sadiku 45+3’ | Marcatori | 74’ (Rig.) Javier Siverio 90+4’ Jordan Murray |

| Arbitro: | Das S. |

|                                           |           |                                       |
| Jordan Murray 36’ Javi Hernández 44’, 50’ | Marcatori | 18’ Nikos Karelīs 77’ Yoëll van Nieff |

| Arbitro: | Nathan S. |

|                                      |           |                          |
| Diego Maurício 20’ Mourtada Fall 42’ | Marcatori | 62’ (A.g.) Mourtada Fall |

| Arbitro: | Mohamed J. |

|                                            |           |  |
| Rei Tachikawa 21’ Lalchungnunga 70’ (A.g.) | Marcatori |  |

| Arbitro: | Amatya M. |

|                                     |           |                |
| Rei Tachikawa 29’ Jordan Murray 44’ | Marcatori | 50’ Cy Goddard |

| Arbitro: | Lakshay L. |

|                                                                             |           |  |
| Alaeddine Ajaraie 5’, 90’ Parthib Gogoi 44’, 55’ Macarton Louis Nickson 82’ | Marcatori |  |

| Arbitro: | Kundu H. |

|                           |           | |
| Javi Hernández 81’ (Rig.) | Marcatori | 6’ (A.g.) Pratik Chowdhary 22’ Irfan Yadwad 24’ Connor Shields 54’ Wilmar Jordán Gil 71’ Lukas Brambilla |

| Arbitro: | Venkatesh R. |

|                                                       |           |  |
| Tom Aldred 15’ Liston Colaco 45+2’ Jamie Maclaren 75’ | Marcatori |  |

| Arbitro: | Nathan S. |

|                                                         |           |                     |
| Sanan Mohammed K 53’ Javier Siverio 61’ Stephen Eze 79’ | Marcatori | 88’ Mohammed Irshad |

| Arbitro: | Kumar A. |

|                           |           |                    |
| Javier Siverio 45+4’, 84’ | Marcatori | 46’ Ezequiel Vidal |

| Arbitro: | Kundu H. |

|                          |           |  |
| Dīmītrīs Diamantakos 60’ | Marcatori |  |

| Arbitro: | Banerjee P. |

|                      |           |  |
| Pratik Chowdhary 61’ | Marcatori |  |

| Arbitro: | Venkatesh R. |

|                                      |           |                     |
| Jordan Murray 84’ Muhammed Uvais 90’ | Marcatori | 19’ Alberto Noguera |

| Arbitro: | Mondal P. |

|  |           |                                                             |
|  | Marcatori | 64’ Sanan Mohammed K 86’ Jordan Murray 90+6’ Javi Hernández |

| Arbitro: | Nathan S. |

|                 |           |                    |
| Stephen Eze 60’ | Marcatori | 25’ Subashish Bose |

| Arbitro: | Lakshay L. |

|                                                    |           |                                       |
| Mohammed Rafi 12’ Joseph Sunny 69’ Andrei Alba 74’ | Marcatori | 24’ (Rig.), 28’ (Rig.) Javi Hernández |

| Arbitro: | Purkayastha A. |

|                    |           |                                         |
| Ezequiel Vidal 58’ | Marcatori | 41’ Pratik Chowdhary 48’ Javi Hernández |

| Jamshedpur 2 febbraio 2025, ore 15:00 UTC+5:30 20ª giornata                                          | Jamshedpur | 3 – 1 referto           | FC Goa | JRD Tata Sports Complex (12 303 spett.) |
| \| \| \| \| \| Lazar Ćirković 34’ Javier Siverio 37’, 68’ \| Marcatori \| 45+1’ Ayush Dev Chhetri \| |            |                         |        |                                         |
| |            |                         |        |                                         |
| Lazar Ćirković 34’ Javier Siverio 37’, 68’                                                           | Marcatori  | 45+1’ Ayush Dev Chhetri |        |                                         |

| Bengaluru 9 febbraio 2025, ore 15:00 UTC+5:30 21ª giornata                  | Bengaluru | 3 – 0 referto | Jamshedpur | Sree Kanteerava Stadium (10 154 spett.) |
| \| \| \| \| \| Édgar Méndez 43’ Alberto Noguera 57’, 82’ \| Marcatori \| \| |           |               |            |                                         |
|                                                                             |           |               |            |                                         |
| Édgar Méndez 43’ Alberto Noguera 57’, 82’                                   | Marcatori |               |            |                                         |

| Arbitro: | Purkayastha A. |

|  |           |                           |
|  | Marcatori | 6’, 81’ Alaeddine Ajaraie |

| Arbitro: | Nathan S. |

|  |           |                                |
|  | Marcatori | 6’ Ritwik Das 83’ Nikhil Barla |

| Arbitro: | Kumar Gupta R. |

|                 |           |                          |
| Korou Singh 35’ | Marcatori | 86’ (A.g.) Miloš Drinčić |

| Arbitro: | Nagvenkar T. |

|                                            |           |                                     |
| Jordan Murray 84’ (Rig.) Stephen Eze 90+1’ | Marcatori | 21’ Dorielton 37’, 53’ Hugo Boumous |

| Arbitro: | Mondal P. |

|                                                                     |           |                                        |
| Daniel Chima 25’, 90+6’ Lukas Brambilla 45+3’ Irfan Yadwad 57’, 90’ | Marcatori | 18’ Rei Tachikawa 62’ Sanan Mohammed K |

#### Andamento in campionato
| Giornata  | 1 | 2 | 3 | 4 | 5 | 6 | 7 | 8 | 9 | 10 | 11 | 12 | 13 | 14 | 15 | 16 | 17 | 18 | 19 | 20 | 21 | 22 | 23 | 24 | 25 | 26 |
| --------- | - | - | - | - | - | - | - | - | - | -- | -- | -- | -- | -- | -- | -- | -- | -- | -- | -- | -- | -- | -- | -- | -- | -- |
| Luogo     | T | C | T | C | C | T | C | X | T | C  | X  | C  | T  | C  | C  | T  | C  | T  | T  | C  | T  | C  | T  | T  | C  | T  |
| Risultato | V | V | P | V | V | P | P | X | P | V  | X  | V  | P  | V  | V  | V  | N  | P  | V  | V  | P  | P  | V  | N  | P  | P  |
| Posizione | 2 | 2 | 3 | 3 | 2 | 3 | 4 | 6 | 7 | 6  | 7  | 5  | 8  | 5  | 4  | 3  | 3  | 4  | 3  | 2  | 3  | 3  | 3  | 3  | 4  | 5  |

Legenda:

Luogo: C = Casa; T = Trasferta. Risultato: V = Vittoria; N = Pareggio; P = Sconfitta.

#### Qualificazione
| Arbitro: | Sekaran S. |

|  |           |                                      |
|  | Marcatori | 29’ Stephen Eze 90+9’ Javi Hernández |

#### Semifinale
| Arbitro: | Kumar A. |

|                                         |           |                    |
| Javier Siverio 24’ Javi Hernández 90+1’ | Marcatori | 37’ Jason Cummings |

| Arbitro: | Nagvenkar T. |

|                                             |           |  |
| Jason Cummings 51’ (Rig.) Lalengmawia 90+4’ | Marcatori |  |

### Super Cup

#### Ottavi di finale
| Bhubaneswar 24 aprile 2025, ore 16:30 UTC+5:30                              | Jamshedpur | 2 – 0 referto | Hyderabad | Kalinga Stadium (1 419 spett.) |
| \| \| \| \| \| Javier Siverio 39’ (Rig.) Stephen Eze 64’ \| Marcatori \| \| |            |               |           |                                |
|                                                                             |            |               |           |                                |
| Javier Siverio 39’ (Rig.) Stephen Eze 64’                                   | Marcatori  |               |           |                                |

#### Quarti di finale
| Arbitro: | Kundu H. |

|                                                                           |                      |                                                                         |
| Sbagliato · Sbagliato · Segnato · Segnato · Segnato · Segnato · Sbagliato | Tiri di rigore 4 – 5 | Segnato · Sbagliato · Segnato · Segnato · Sbagliato · Segnato · Segnato |

#### Semifinali
| Bhubaneswar 30 aprile 2025, ore 16:30 UTC+5:30      | Mumbai City | 0 – 1 referto     | Jamshedpur | Kalinga Stadium |
| \| \| \| \| \| \| Marcatori \| 87’ Rei Tachikawa \| |             |                   |            |                 |
|                                                     |             |                   |            |                 |
|                                                     | Marcatori   | 87’ Rei Tachikawa |            |                 |

#### Finale
| Bhubaneswar 3 maggio 2025, ore 16:30 UTC+5:30                             | FC Goa    | 3 – 0 referto | Jamshedpur | Kalinga Stadium |
| \| \| \| \| \| Borja Herrera 23’, 51’ Dejan Dražić 72’ \| Marcatori \| \| |           |               |            |                 |
|                                                                           |           |               |            |                 |
| Borja Herrera 23’, 51’ Dejan Dražić 72’                                   | Marcatori |               |            |                 |

| Goa | Jamshedpur |

|                 |    |                      |     |     |
|                 |    |                      |     |     |
| GK              | 55 | Hrithik Tiwari       |     |     |
| RB              | 3  | Sandesh Jhingan      |     |     |
| CB              | 16 | Odei Onaindia (c)    |     | 90’ |
| CB              | 17 | Boris Singh Thangjam |     |     |
| LB              | 27 | Aakash Sangwan       |     | 66’ |
| RM              | 4  | Carl McHugh          |     |     |
| CM              | 15 | Sahil Tavora         | 36’ | 90’ |
| CM              | 21 | Udanta Singh         |     | 86’ |
| LM              | 26 | Borja Herrera        | 52’ | 65’ |
| CF              | 8  | Dejan Dražić         |     |     |
| CF              | 34 | Iker Guarrotxena     |     |     |
| A disposizione: |    |                      |     |     |
| MF              | 18 | Rowllin Borges       |     |     |
| MF              | 14 | Ayush Dev Chhetri    |     | 65’ |
| MF              | 42 | Brison Fernandes     |     | 86’ |
| DF              | 20 | Seriton Fernandes    |     |     |
| DF              | 41 | Jay Gupta            |     | 66’ |
| MF              | 44 | Muhammed Nemil       |     |     |
| FW              | 19 | Alan Saji            |     |     |
| GK              | 13 | Lara Sharma          |     |     |
| DF              | 30 | Nim Dorjee Tamang    |     | 90’ |
| MF              | 10 | Mohammad Yasir       |     | 90’ |
| Allenatore      |    |                      |     |     |
| Manuel Márquez  |    |                      |     |     |

|                 |    |                        |     |     |     |
|                 |    |                        |     |     |     |
| GK              | 32 | Albino Gomes           |     |     |     |
| RB              | 3  | Lazar Ćirković         |     |     |     |
| CB              | 5  | Ashutosh Mehta         | 81’ |     |     |
| CB              | 6  | Stephen Eze            | 15’ |     |     |
| LB              | 23 | Muhammed Uvais         |     |     |     |
| CM              | 8  | Rei Tachikawa          |     |     |     |
| DM              | 10 | Javi Hernández (c)     |     |     |     |
| CM              | 14 | Pronay Halder          |     | 46’ |     |
| RW              | 9  | Javier Siverio         |     |     |     |
| CF              | 17 | Jordan Murray          | 61’ | 81’ |     |
| LW              | 77 | Nikhil Barla           |     | 46’ |     |
| A disposizione: |    |                        |     |     |     |
| DF              | 4  | Pratik Chowdhary       |     |     |     |
| MF              | 68 | Lalhriatpuia Chawngthu |     |     |     |
| MF              | 56 | Kartik Choudhary       |     |     |     |
| MF              | 18 | Ritwik Das             |     | 81’ |     |
| MF              | 12 | Seiminlen Doungel      |     | 87’ |     |
| MF              | 20 | Sourav Das             |     |     |     |
| GK              | 33 | Amrit Gope             |     |     |     |
| MF              | 7  | Imran Khan             |     | 46’ | 87’ |
| FW              | 11 | Sanan Mohammed K       |     | 46’ |     |
| FW              | 13 | Sreekuttan VS          |     |     |     |
| Allenatore:     |    |                        |     |     |     |
| Khalid Jamil    |    |                        |     |     |     |

### Durand Cup
| Arbitro: | Harish kundu |

|                                            |           |  |
| Sanan Mohammed K 45+2’, 68’ Imran Khan 86’ | Marcatori |  |

| Arbitro: | Mrutyunjay L Amatya |

|                                          |           |                      |
| Wungngayam Muirang 32’ Jordan Murray 65’ | Marcatori | 90+2’ Vincy Barretto |

| Arbitro: | Jatinder Singh |

|                                  |           |                                                        |
| Javier Siverio 42’ (Rig.), 45+3’ | Marcatori | 70’ Rahul Ramakrishnan 77’ Alan Thapa 83’ Bikash Thapa |

#### Andamento in campionato
| Giornata  | 1 | 2 | 3 |  |
| --------- | - | - | - |  |
| Luogo     | C | C | C |  |
| Risultato | V | V | P |  |
| Posizione | 1 | 1 | 2 |  |

Legenda:

Luogo: C = Casa; T = Trasferta. Risultato: V = Vittoria; N = Pareggio; P = Sconfitta.